# Luigi Lehnus
Luigi Angelo Lehnus (* 1946) ist ein italienischer Gräzist.

## Leben
Luigi Lehnus wurde 1971 an der Universität Mailand promoviert. Nach verschiedenen Anstellungen als wissenschaftlicher Mitarbeiter und Assistent war er ebendort von 1983 bis 1986 Professore associato für griechische und lateinische Philologie. Von 1986 bis 1989 war er ordentlicher Professor für griechische und lateinische Grammatik an der Università di Genova und von 1989 bis zur Emeritierung 2015 ordentlicher Professor an der Universität Mailand.
Seine Forschungsgebiete sind die griechische Lyrik, die hellenistische Dichtung, die gelehrte Dichtung lateinischer Sprache, die Rekonstruktion fragmentarisch überlieferter griechischer Autoren der Archaik und des Hellenismus sowie die Geschichte der Klassischen Philologie, besonders in England (Arthur S. Hunt, Hugh Lloyd-Jones) und Deutschland (Paul Maas, Ulrich von Wilamowitz-Moellendorff). Er hat die Olympischen Oden des Pindar sowie die Schrift De facie in orbe Lunae des Plutarch übersetzt und kommentiert. Insbesondere hat er sich mit Kallimachos beschäftigt, mit der indirekten Überlieferung ebenso wie mit den Papyri.
2010 wurde er mit dem Premio Antonio Feltrinelli für Philologie und Linguistik der Accademia Nazionale dei Lincei ausgezeichnet.

## Schriften (Auswahl)
- Maasiana & Callimachea. Ledizioni, 2017 (Sammlung von 44 Aufsätzen Lehnus’).
- Wilamowitziana, in: Quaderni di storia 79, 2014, 59–110.
- Postille inedite di Paul Maas a Pindaro, Epinici e frammenti, in: Sileno 39, 2013, 239–252.
- Breve storia della Graeca wilamowitziana, in: F. Gallo (Hrsg.), Miscellanea Graecolatina I. Milano-Roma 2013, 21–31.
- Poeti e atleti: agonismo e poesia nella cultura greca arcaica, in: F. Beltraminelli (Hrsg.), Lezioni bellinzonesi 5 […]. Bellinzona 2012, 9–31.
- Incontri con la filologia del passato. Bari 2012.
- Postille inedite di Paul Maas ai primi due libri degli Aitia di Callimaco, in: Quaderni di storia 75, 2012, 299–318.
- Ricordo di Sir Hugh Lloyd-Jones, in: Sileno 37, 2011, 231–58.
- Contributi inediti di Paul Maas al testo dell’Epitafio per i caduti ateniesi del 480–479 (26 I Meiggs-Lewis2 = 'Sim.' FGE 764-767 = CEG I 2ii = IG3 I 2, 503/504 A I), in: Quaderni di storia 74, 2011, 129–36.
- mit Benjamin Acosta-Hughes und Susan Stephens (Hrsg.): Brill’s Companion to Callimachus. Leiden, Boston 2011.
  - Callimachus Rediscovered in Papyri, in: B. Acosta-Hughes, L. Lehnus und S. Stephens (Hrsg.), Brill's Companion to Callimachus. Leiden-Boston 2011, 23–38.
- Bernard Pyne Grenfell (1869–1926) e Arthur Surridge Hunt (1871–1934). In: Mario Capasso (Hrsg.): Hermae. Scholars and Scholarship in Papyrology. Pisa 2007, S. 115–141.
- Nuova bibliografia callimachea (1489–1998). Ed. dell’Orso, Alessandria 2000, ISBN 88-7694-416-8
- Plutarco, Il volto della luna. Introduzione Di Dario Del Corno. Traduzione e Note di Luigi Lehnus. Adelphi Edizioni 1991.